# Тайднапам
Тайднапам (на английски: Taidnapam) или Тайтнапам (на английски: Taitnapam), известни също и като Горни каулиц (на английски: Uper Cowlitz) е северноамериканско индианско племе, едно от двете основни подразделения на салишкото племе каулиц. В миналото племето каулиц е голямо и силно и живее в поречието на реките Каулиц и Люис в западната част на щата Вашингтон. Разделени географски на две подразделения – горни и долни. За разлика от Долните каулиц, които останали ориентирани към морето и гората, Горните каулиц започнали да използват коня и да пътуват надалеч. Това довело до драстични промени не само в начина им на живот, но и в културата им. Горните каулиц живеят в горната част на реките Каулиц и Люис в Каскадните планини близо до Сахаптинските племена и с течение на времето силно се смесват с тях (особено с кликитат) и възприемат сахаптинския език и начина на живот характерен за Платото. Въпреки това те запазват силни семейните връзки с роднините си Долните каулиц.

## Култура
Основно политическо обединение е селото. Понятието племе е непознато за хората от Платото. Селото или групата са автономни и са ръководени от вожд, който председателства Съвета на уважаваните мъже, в който понякога влизат и уважавани жени. Отделните села или групи имат своя специфична територия за лов, риболов и събирането на диви растителни храни. Между границите на тези територии, които не са строго определени има части, които се споделят със съседните групи. Основна храна са сьомгата и корените камас. Хората събират още диви плодове, ядки, растения и ловуват елени, лосове, мечки и множество дребни животни. Преди контакта с белите основни материали за изработването на дрехи са растителни влакна и кедрова или върбова кора. След идването на коня и контакта с прерийните индианци започват да си изработват дрехите от еленови кожи подобно на прерийното облекло. Пълното мъжко облекло се състои от набедреник, риза, гамаши, мокасини и кожен колан и наметала от мечи, бизонски и еленови кожи в студеното време. Женското облекло включва рокль от две части пристегната през кръста с колан, мокасини и по-къси гамаши, както и кожени наметала, одеяла и шалове. Дрехите понякога са оцветени и декорирани с бодли от бодливо свинче, лосови зъби и мидени черупки. Мъжете използват и бойни украси от орлови пера подобно на прерийните индианци.
Основно жилище е типичната за платото землянка (pit house). Използват и временни колиби от пръти покрити с папур.
Традиционните им вярвания са центрирани около индивидуалното взаимодействие с духовете – помощници и Уошат – традиционна индианска религия на дългия дом, която включва пиршества, погребални шествия и семейни и обществени празници.